# John Ireland (teolog)
John Ireland (* 1435 ? - 1500 ? , známý též pod jménem Johannes de Irlandia) byl skotský teolog, spisovatel a rektor na Sorboně.

## Životopis
Studoval univerzitu v St Andrews, kterou však nedokončil a odešel do Francie na pařížskou universitu. Licenciátu dosáhl roku 1460. Zde dlouho žil a vyučoval. V roce 1484 působil jako velvyslanec na dvoře Ludvíka XI.
Po smrti krále se vrátil do Skotska a byl osobním kaplanem skotského krále Jakuba III. a později Jakuba IV., pro něhož v roce 1490 napsal své dílo The Meroure of Wisdome, které je známé jako jedna z prvních skotských próz.
Byl též rektorem v Yarrow a členem skotského parlamentu.